# SAE International
SAE International, înființată inițial ca Societatea Inginerilor de Automobile și mai târziu devenind Societatea Inginerilor de Autovehicule, este o asociație profesională din Statele Unite, activă la nivel mondial și organizație care dezvoltă standarde pentru profesioniști în inginerie din diverse industrii. Accentul principal este pus pe industriile de transport, cum ar fi automobile, aerospațiale și vehicule comerciale.
SAE International are peste 138.000 de membri la nivel mondial. Calitatea de membru se acordă persoanelor fizice și nu companiilor. Pe lângă eforturile sale de standardizare, SAE International dedică resurse și proiectelor și programelor din educația STEM, certificarea profesională și competiții de proiectare colegială.
SAE este utilizat în mod obișnuit în America de Nord pentru a indica unitățile obișnuite ale Statelor Unite (USCS sau USC) în sisteme de măsurare pentru automobile și construcții. SAE este utilizat ca un marcaj de instrument pentru a indica faptul că nu sunt instrumente bazate pe metrice (SI), deoarece cele două sisteme sunt incompatibile. O greșeală obișnuită este utilizarea SAE în mod interschimbabil cu cuvântul sistem „Imperial” (britanic), ceea ce nu este același cu standardul USCS pe care SAE îl folosește.
SAE este poate cel mai cunoscut în Statele Unite pentru calificările sale de cai putere. Până în 1971-1972 SAE a fost utilizată puterea brută. Similar cu puterea de frânare (bhp), a dat ratinguri generoase de performanță. De atunci, puterea netă SAE mai conservatoare, care ține cont de accesoriile motorului, emisiile și tracțiunile de evacuare (dar nu pierderile de transmisie) este standardul.

## Legături externe
- Site web oficial
- SAE UK Section
- SAE India
- SAE Brasil Arhivat în 13 mai 2018, la Wayback Machine.
- SAE Australasia
- SAE International România

1. ↑   https://www.lobbyfacts.eu/datacard/sae-international?rid=979661127954-89 Lipsește sau este vid: |title= (ajutor)